# Christian Fandango Sundgren
Christian Fandango Sundgren (Stockholm, 24 oktober 1992) is een Zweeds acteur.

## Biografie
Sundgren volgde zijn opleiding aan de Calle Flygares Teaterskola. Hij brak door in 2023 in de series Blackwater, En helt vanlig familj en Ondskan. In alle drie de series speelde hij een onsympathiek personage. 
- (en)   Christian Fandango Sundgren in de Internet Movie Database